# Dorfkirche Güterfelde

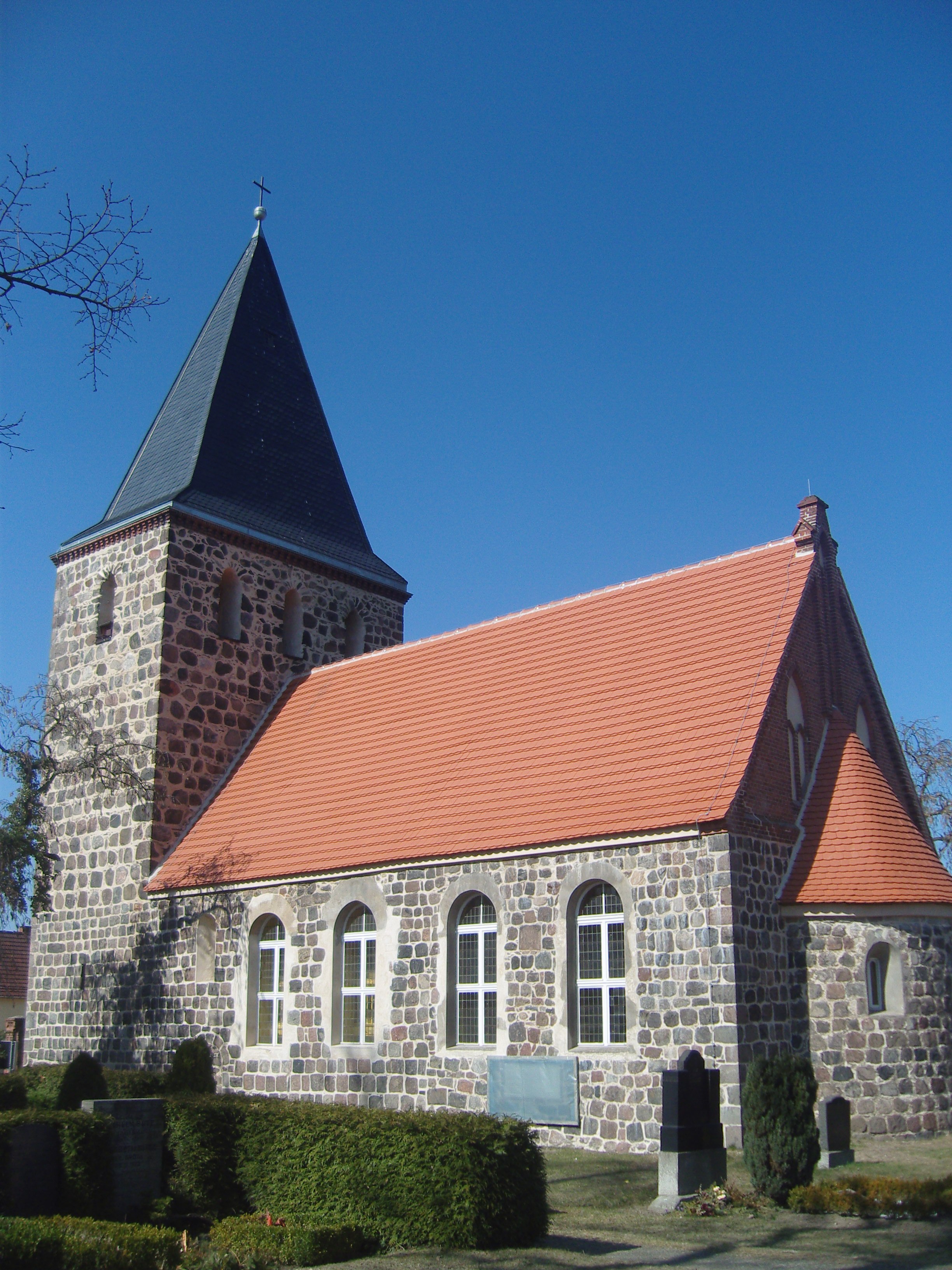
Dorfkirche Güterfelde

Die evangelische Dorfkirche Güterfelde ist ein Sakralbau aus der ersten Hälfte des 13. Jahrhunderts in Güterfelde, einem Straßenangerdorf der Gemeinde Stahnsdorf im Landkreis Potsdam-Mittelmark (Brandenburg).

## Geschichte
Die erste urkundliche Erwähnung des Dorfes Gütergotz (seit 1937: Güterfelde) ist aus dem Jahr 1263 überliefert. In diese Zeit fällt vermutlich auch der Bau der Kirche. Im 14. Jahrhundert mauerte die Gemeinde den Turm auf die im Jahr 2015 noch vorhandene Höhe auf. 1806 erhielt er seinen Spitzhelm. 1867 ließ die Kirchengemeinde den zuvor eingezogenen Chor auf die Breite des Kirchenschiffs erweitern und den Ostgiebel aus Ziegelmauerwerk errichten. Im Zweiten Weltkrieg wurde insbesondere der Turm beschädigt. 2009 begann die Gemeinde mit der Sanierung des Bauwerks und setzte dabei unter anderem die Turmspitze instand, die eine neue Kugel und ein neues Turmkreuz erhielt. Im Jahr 2010 sanierte sie das Kirchenschiff sowie den Dachstuhl und den Giebel.

## Architektur

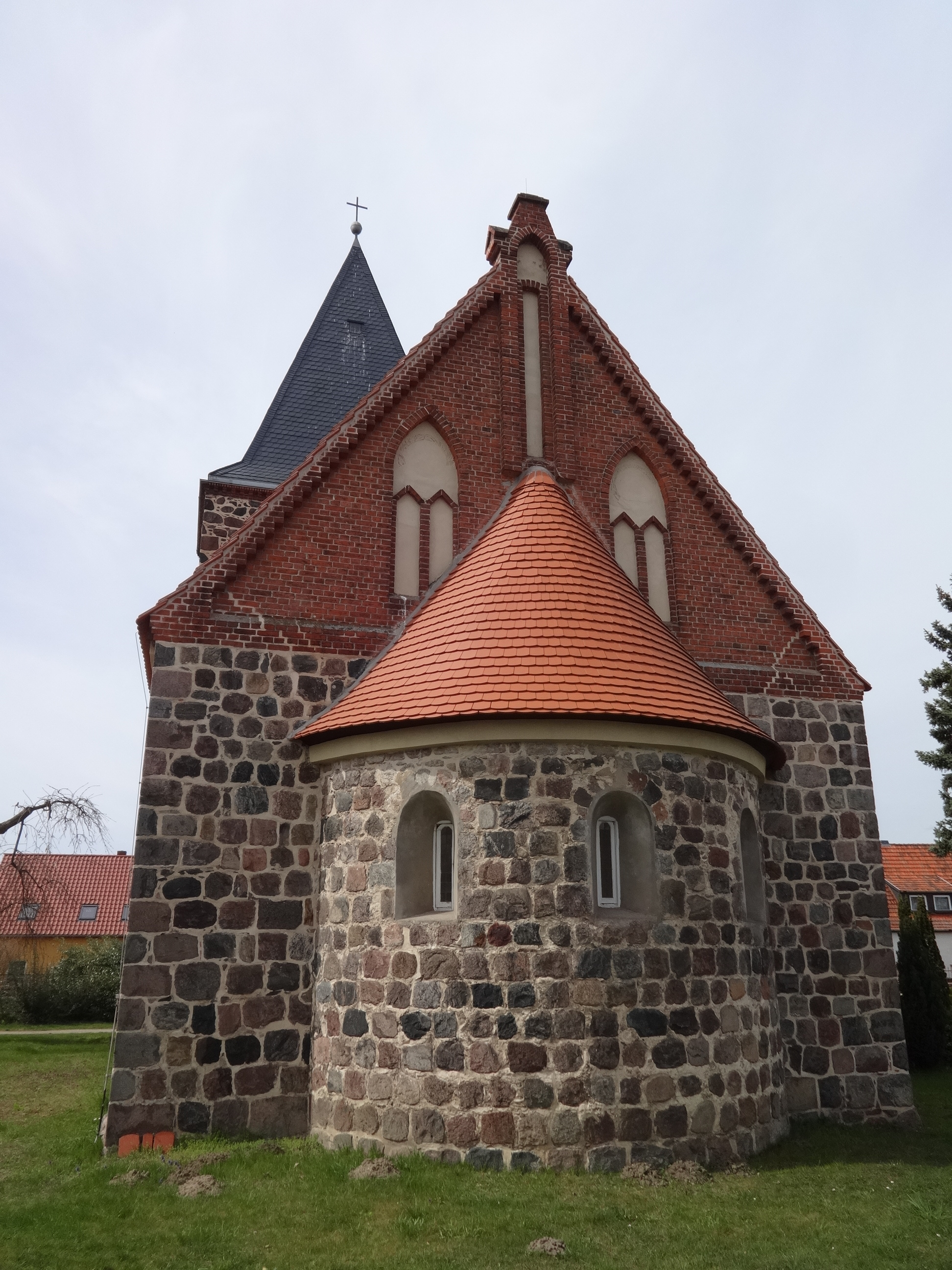
Apsis

Das Bauwerk wurde als Saalkirche mit einem rechteckigen Grundriss mit den Abmessungen 15 Meter × 9,10 Meter erstellt. Die Baumeister verwendeten ein auffällig regelmäßig behauenes Feldsteinmauerwerk. Die Steine sind an allen Seiten des Bauwerks gleichmäßig geschichtet, ebenso am Turm. Am Kirchenschiff sind an der Südseite vier große und ein kleines Rundbogenfenster erhalten geblieben. Unterhalb dieses Fensters ist eine ebenfalls mit Feldsteinen vermauerte Pforte zu erkennen. Zwischen dem dritten und vierten Fenster befindet sich eine grau verputzte, mit rötlichem Klinker eingefasste Fläche. Vielleicht war hier zu einer früheren Zeit ein Epitaph angebracht. An der Nordseite befinden sich drei große und zwei kleine, identisch geformte Fenster. Auch hier befindet sich eine vermauerte Pforte unterhalb des an der Westseite gelegenen Fensters. Dessen Fensterbank streift den oberen Bogen der Pforte.
Die Apsis (2,30 Meter × 5,45 Meter) schließt an den in einer früheren Zeit verbreiterten Chor rundbogenförmig an. Drei schmale, bogenförmige Fenster lassen Licht in das Innere. Der neugotische Giebel des Chors besteht aus rötlichen Mauersteinen, in die je zwei weiße, gekuppelte Putzblenden eingelassen sind. Oberhalb der Apsis befindet sich eine weitere, rundbogenförmige Putzblende, die bis hinauf zum Dach führt.
Der Westturm mit seinem einmal abgetreppten Portal wurde ebenfalls aus durchgängig regelmäßig geschichteten Feldsteinen errichtet. Oberhalb des Westportals befinden sich an der Nord- und Südseite je zwei Schartenfenster. Darüber befindet sich eine rundbogenförmige Klangarkade. Deren Form wird in drei identischen weiteren Öffnungen an der Westseite aufgenommen. Darunter ist ein alter Giebel zu erkennen, was darauf hindeutet, dass der Turm ursprünglich eine geringere Höhe hatte. Oberhalb eines Gesimses befindet sich der mit schwarzem Schiefer gedeckte, einmal abgesetzte Turmhelm, der von einer Kugel mit einem Kreuz gekrönt wird.
Das Satteldach des Kirchenschiffs ist, wie auch der Chor, mit rotem Biberschwanz gedeckt.

## Innenausstattung
Kanzel, Altar und Orgel sind modern und schlicht gehalten. Die Empore erstreckt sich über die Nord-, West- und Ostseite und stammt vermutlich aus dem Ende des 18. Jahrhunderts.